# Márványi Péter
Márványi Péter (Budapest, 1954. május 13. – 2022. december 20.) magyar újságíró, rádiós szerkesztő, tudósító.

## Élete
1977-ben az Eötvös Loránd Tudományegyetem Bölcsészettudományi Karán magyar-közművelődés szakán diplomázott, majd elvégezte a Magyar Újságírók Országos Szövetségének az Újságíró Iskoláját. 1977-től a Magyar Rádió külső, 1978-tól belső munkatársa volt. Szerkesztőként, műsorvezetőként, romániai tudósítóként dolgozott a rádiónál évtizedeken át. A Gazdasági Rádiónál szerkesztő volt. 2011-től haláláig az IHO Indóház Online légiközlekedési szakújságírójaként és repülős rovatvezetőjeként tevékenykedett.
Tagja volt a Magyar Újságírók Országos Szövetségének és a Magyarországi Zsidó Kulturális Egyesületnek.

## Díjai
- Magyar Rádió Nívódíja
- Táncsics Mihály-díj (2007)

## Művei
- Izrael – gázálarcból, Háttér Kiadó, Budapest, 1991 (riportkönyv az Öbölháborúról)
- Márványi Péter–Bánhidi Emese: Párhuzamos évszázad; Mentor Könyvek, Marosvásárhely, 2019